# ラ・チョレラ
ラ・チョレラ(スペイン語：La Chorrera / la tʃoˈreɾa)は、パナマの西パナマ県の県都。
2010年の人口は11万8521人で、国内4位。
太平洋まで約7km離れている。

## 人口
- 1990年5月13日：6万1489人
- 2000年5月15日：9万6027人
- 2010年5月16日：11万8521人

## 気候

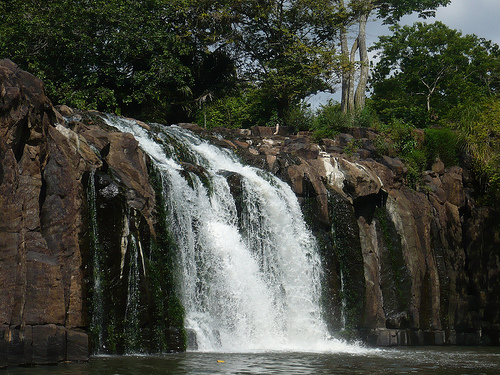
El Chorroの滝

熱帯気候に属し、5～11月に激しい雨季が有る。

## 経済

### 農業
- オレンジ
- キャッサバ
- 珈琲
- 米
- 砂糖黍
- パイナップル
- 豆
- 材木：国内生産量の2%を占める。

## 交通
- パンアメリカンハイウェイ：カピラ（英語版）⇔ラ・チョレラ⇔アライハン（英語版）

## スポーツ

### サッカー
- サン・フランシスコF.C.（英語版）

## 著名人
- ビセンテ・モスケラ：1979年～。ボクシング選手。
- ホセ・ルイス・ガルセス（英語版）：1981年～。サッカー選手。
- マリアノ・リベラ：1969年～。野球選手。